# Lucian Blaga
Lucian Blaga (n. 9 mai 1895, Lancrăm, Alba, România – d. 6 mai 1961, Cluj, România) a fost un eseist, filozof, poet, dramaturg, traducător, jurnalist, profesor universitar, academician și diplomat român.

## Biografie

### Primii ani
S-a născut la Lancrăm, lângă Sebeș. Localitatea natală se afla atunci în comitatul Sibiu. Lucian Blaga a fost al nouălea copil al unei familii de preoți, fiul preotului ortodox Isidor Blaga și al Anei (n. Moga). Tatăl poetului fusese elev al Gimnaziului evanghelic din Sebeș, apoi al Liceului Brukenthal din Sibiu, de unde tradiția de cultură germană. Copilăria lui Lucian Blaga i-a stat, după cum mărturisește el însuși, „sub semnul unei fabuloase absențe a cuvântului”, viitorul poet – care se va autodefini mai târziu într-un vers celebru „Lucian Blaga e mut ca o lebădă” – neputând să vorbească până la vârsta de patru ani. Tatăl său a murit în anul 1908, iar mama poetului, Ana Blaga, a murit în anul 1933 la Sibiu, în vârstă de 74 de ani. În luna august 1949, fratele poetului, Longin Blaga, a murit de asemenea în Sibiu.
Primele clase le-a urmat la Sebeș, la școala primară germană (1902-1906), după care a urmat Școalele Centrale Române greco-ortodoxe din Brașov (1906–1914), unde era profesor unchiul său, Iosif Blaga, doctor în filosofie și autorul primului tratat românesc de teoria dramei.

### Debutul
A debutat în ziarele arădene Tribuna, cu poezia Pe țărm (1910), și în ziarul Românul (sub semnătura Ion Albu), cu studiul Reflecții asupra intuiției lui Bergson (1914). După moartea tatălui, familia se mută la Sebeș în 1909. În anul 1911 călătorește în Italia.

### Studii
A urmat cursurile Facultății de Teologie din Sibiu și Oradea în perioada 1914 – 1916, pe care le-a finalizat cu licență în 1917. Lucian Blaga a mărturisit în Hronicul și cîntecul vîrstelor că s-a înscris la Teologie spre a fi scutit de înrolare în armata austriacă. A studiat filosofia și biologia la Universitatea din Viena între anii 1916 și 1920, obținând titlul de doctor în filosofie, cu teza Kultur und Erkenntins (Cultură și cunoaștere). Aici a cunoscut-o pe Cornelia Brediceanu, fiica omului politic din Banat, Coriolan Brediceanu, cea care îi va deveni soție. A revenit în țară în ajunul Marii Uniri. În anul 1916, în timpul verii, Blaga vizitează Viena, unde descoperă Expresionismul.

## Carieră literară

### Activitatea publică și academică

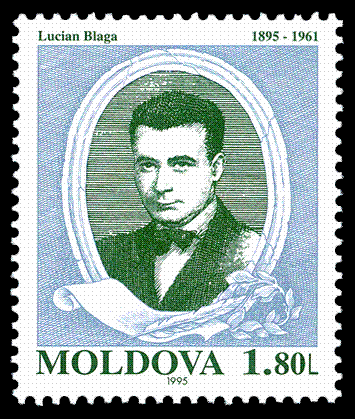
Imaginea lui Lucian Blaga pe o marcă poștală din Republica Moldova (1995)

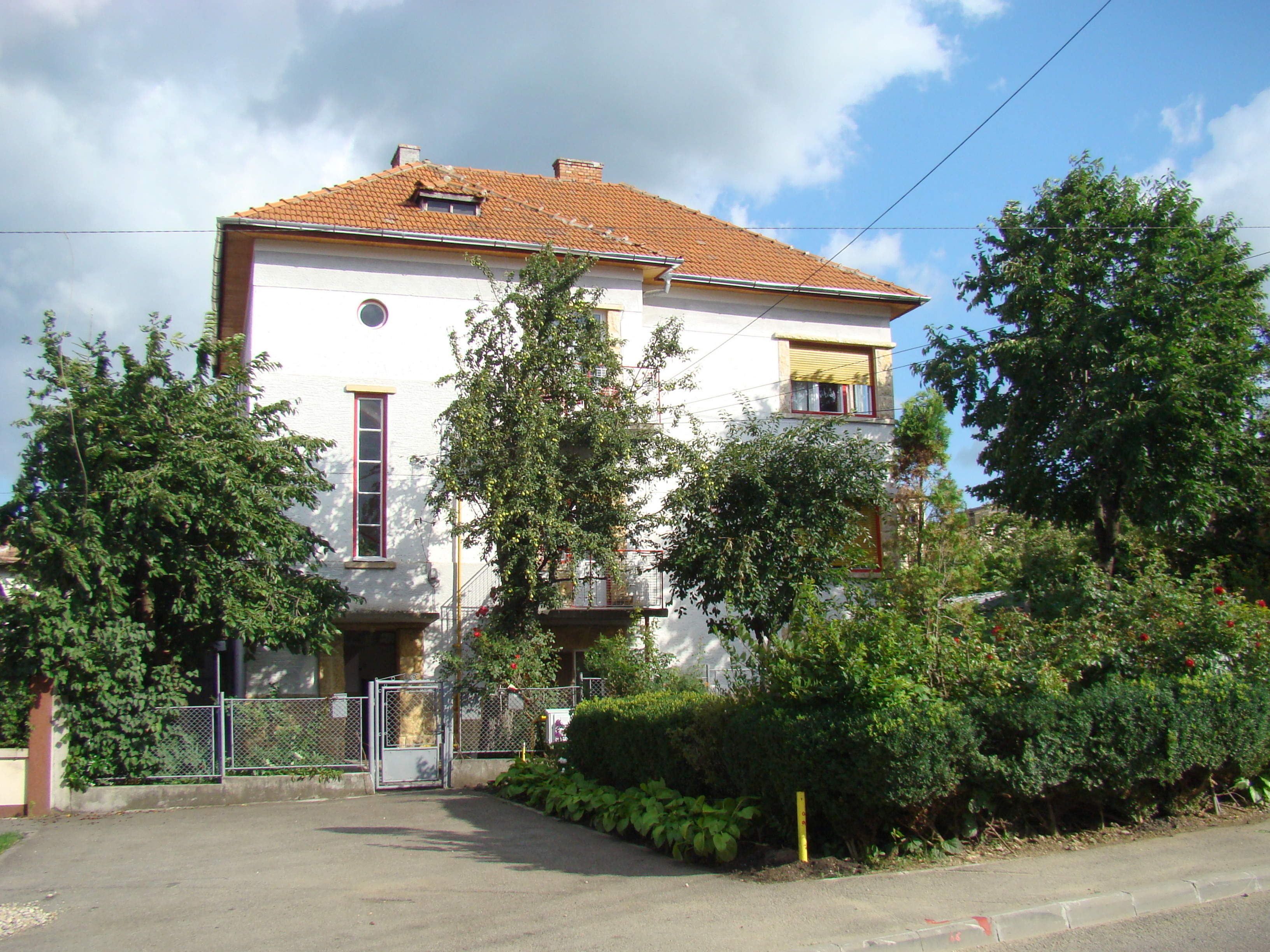
Casa din Cluj în care a locuit Lucian Blaga în ultima parte a vieții

Publică la Sibiu, în 1919, placheta de versuri Poemele luminii (reeditată în același an la Cartea Românească, în București), precum și culegerea de aforisme Pietre pentru templul meu.
Prima sa dramă, Zamolxe, îi apare în ziarul Voința (1920), iar în volum în 1921, la Cluj, la Editura Institutului de Arte Grafice „Ardealul”. Academia Română îi decernează Premiul Adamachi pentru debut (1921). Universitatea din Cluj îi premiază piesa Zamolxe (1922). I se tipăresc primele traduceri de poezie în limba germană în revista cernauțeană Die Brucke (1922) (Podul). În 1924-1925, locuiește în Lugoj. A fost redactor la ziarele Voința și Patria, membru in comitetul de direcție al revistei Cultura, colaborator permanent la publicațiile Gândirea, Adevărul literar și artistic  și  Cuvântul. 
 După Dictatul de la Viena, se află în refugiu la Sibiu, însoțind Universitatea din Cluj (1940–1946). Conferențiază la Facultatea de Litere și Filosofie din Cluj (1946–1948). Are un rol major în formarea tinerilor care fac parte din Cercul literar de la Sibiu și o mare influență asupra lui Ion Desideriu Sârbu.
Revenit în România reîntregită, a activat în presa românească din Transilvania, fiind redactor la revistele Cultura din Cluj și Banatul din Lugoj. A fost ales membru al Academiei Române în anul 1937. Discursul de recepție și l-a intitulat Elogiul satului românesc.
În anul 1939 a devenit profesor de filosofia culturii la Universitatea din Cluj, mutată temporar la Sibiu în anii ce au urmat dictatului de la Viena (1940–1944). La Sibiu redactează, începând cu 1943, revista Saeculum, care va apărea un an. A funcționat ca profesor universitar până în 1948, când a fost îndepărtat de la catedră, posibil, pe motive de natură politică. Împreună cu el au fost înlăturați și conferențiarul și discipolul său, Ion Desideriu Sârbu și profesorii universitari Liviu Călin și Nicolae Mărgineanu.
Din 1948, fiind îndepărtat de la catedră, a lucrat în cadrul filialei din Cluj a Academiei Române ca bibliograf. Devine cercetător la Institutul de Istorie și Filosofie (1949–1951), apoi bibliotecar-șef (1951–1954) și director-adjunct (1954–1959) la filiala clujeană a Bibliotecii Academiei. Nu îi mai sunt publicate volumele și preferă să se ocupe de traduceri.
În această perioadă a finalizat traducerea piesei Faust de Goethe, iar în 1958 apare primul volum din Opere de G.E. Lessing în traducerea lui Lucian Blaga. A tradus poeți germani clasici și moderni. Poeziile scrise acum vor fi publicate postum. Tot în această perioadă scrie romanul cu tentă autobiografică Luntrea lui Caron, publicat de asemenea postum. A decedat la 6 mai 1961, în Cluj. Lucian Blaga a fost înmormântat în ziua sa de naștere, 9 mai, în cimitirul din Lancrăm.

### Activitatea diplomatică
În anul 1926 a intrat în diplomație, ocupând succesiv posturi de atașat cultural la legațiile României din Varșovia, Praga, Lisabona, Berna și Viena. A fost atașat și consilier de presă la Varșovia, Praga, Berna (1926–1936) și Viena (1936-1937), subsecretar de stat la Ministerul de Externe (1937–1938) în Guvernul Octavian Goga și ministru plenipotențiar al României în Portugalia (1938–1939). Cariera sa diplomatică a luat sfârșit odată cu instaurarea dictaturii regale a lui Carol al II-lea. Filosofia sa germanofilă și mistică era inacceptabilă regimului carlist, deoarece era prea apropiată de extremismul Gărzii de Fier.

### Propus pentru premiul Nobel
Există zvonuri cum că Lucian Blaga ar fi fost propus în 1956 de Rosa del Conte și de criticul Basil Munteanu, la inițiativa lui Mircea Eliade, pentru a primi premiul Nobel pentru literatură. Cei doi nu locuiau în România, Rosa del Conte era autoarea unei cărți despre Eminescu, iar Basil Munteanu locuia la Paris, unde se exilase din motive politice. Nominalizările pentru premiile Nobel sunt ținute secrete timp de 50 de ani, iar după 2006 acestea au fost publicate pe site-ul său, iar numele lui Lucian Blaga nu apare între nominalizații acelui an.

## Opera

### Volume
- 1919 - Poemele luminii
- 1921 - Pașii profetului
- 1924 - În marea trecere
- 1929 - Lauda somnului
- 1933 - La cumpăna apelor
- 1938 - La curțile dorului
- 1942 - Poezii, ediție definitivă
- 1943 - Nebănuitele trepte

### Cicluri de versuri editate postum
- Vârsta de fier 1940-1944
- Cântecul focului
- Corăbii cu cenușă
- Ce aude unicornul
- At the Court of Yearning. Poems.1989, SUA.

### Dramaturgie
- 1921 - Zamolxe, mister păgân
- 1923 - Tulburarea apelor, dramă
- 1925 - Daria, dramă în patru acte
- 1925 - Ivanca
- 1925 - Învierea, pantomimă în patru tablouri și Fapta, joc dramatic
- 1927 - Meșterul Manole, dramă în cinci acte
- 1930 - Cruciada copiilor
- 1934 - Avram Iancu, dramă într-un prolog și trei faze
- 1942 - Opera dramatică, 2 vol.
- 1944 - Arca lui Noe
- 1964 - Anton Pann, dramă într-un prolog și patru faze (postumă)

### Filosofie
În operele sale filosofice a fost în mare parte influențat de Friedrich Nietzsche și Oswald Spengler și a glorificat natura și misticismul național. Filosofia sa este originală, îmbinând panteismul și ortodoxia. A utilizat elemente ale expresionismului, atât în lucrările sale filosofice cât și în poemele și piesele de teatru. În Encyclopedia Britannica, articolul Romanian literature. The 20th century. Between the wars menționează: „Poet și eseist, Lucian Blaga a încercat să dea un fundament filosofic pentru descrierea caracteristicilor naționale românești, în parte determinate de condițiile geografice.”
Creația sa filosofică este grupată în trei trilogii: 
- 1943 - Trilogia cunoașterii în trei volume: Eonul dogmatic, Cunoașterea luciferică, Cenzura transcendentă.
- 1944 - Trilogia culturii în trei volume: Orizont și stil, Spațiul mioritic, Geneza metaforei și sensul culturii
- 1946 - Trilogia valorilor, Știință și creație, Gândire magică și religie, Artă și valoare.
- Cea de-a patra, Trilogia cosmologică, a rămas în stadiu de proiect. Din ea autorul a publicat un singur volum, Diferențialele divine, primul din această ultimă trilogie.

### Aforisme
- 1919 - Pietre pentru templul meu
- 1926 - Ferestre colorate, însemnări și fragmente
- 1945 - Discobolul, aforisme și însemnări
- 1977 - Elanul insulei, editată postum

### Proza
- Hronicul și cântecul vârstelor, volum autobiografic, editat postum, 1965, ediția a II-a 1973
- Luntrea lui Caron, roman (autobiografic), editat postum, 1990, ediția a II-a (integrală), 1998, ediția a III-a, 2006

### Volume de eseuri și studii filozofice
- 1922 - Cultură și cunoaștere
- 1924 - Filosofia stilului
- 1925 - Fenomenul originar
- 1925 - Fețele unui veac
- 1926 - Daimonion
- 1931 - Eonul dogmatic
- 1933 - Cunoașterea luciferică
- 1934 - Censura transcendentă
- 1934 - Orizont și stil
- 1936 - Spațiul mioritic
- 1936 - Elogiul satului românesc, discursul de recepție la admiterea sa în Academia Română
- 1937 - Geneza metaforei și sensul culturii
- 1939 - Artă și valoare
- 1940 - Diferențialele divine
- 1941 - Despre gândirea magică
- 1941 - Religie și spirit
- 1942 - Știință și creație
- 1947 - Despre conștiința filosofică
- 1948 - Aspecte antropologice

### Eseuri publicate postum
- 1966 - Gândirea românească în Transilvania în secolul al XVIII-lea
- 1968 - Zări și etape
- 1969 - Experimentul și spiritul matematic
- 1972 - Isvoade
- 1977 - Ființa istorică
- 1977 - Încercări filosofice

### Volume traduse în limba franceză
- 1988 - L'Eon dogmatique, (Librairie Roumaine Antitotalitaire, trad. Georges Piscoci-Danesco et collab.).
- 1989 - L'Éloge du village roumain, (Librairie Roumaine Antitotalitaire, trad. Georges Piscoci-Danesco et collab.).
- 1992 - L'Étoile la plus triste, (La Différence, trad. Sanda Stolojan).
- 1993 - L'Être historique, (Librairie Roumaine Antitotalitaire, trad. Mariana-Georgeta Piscoci).
- 1993 - Les Différentielles divines, (Librairie Roumaine Antitotalitaire, trad. Georges Piscoci-Danesco et collab.).
- 1995 - Trilogie de la Connaissance, (Librairie Roumaine Antitotalitaire, trad. Georges Piscoci-Danesco et collab.).
- 1996 - Trilogie de la Culture, (Librairie Roumaine Antitotalitaire, trad. Georges Piscoci-Danesco et collab.).

### Volume traduse în limba bulgară
- 1985 – Нeподoзирани стъпала - антология, изд. Haродна Култура, София (Nebănuitele trepte, antologie, 200 de poezii traduse de Ognean Stamboliev și Nikolai Zidarov, Editura Narodna Kultura, Sofia, 1985)
- 2012 – Поеми на свeтлината, изд. Авангардпринт, България, 2012 (Poemele luminii, poeme și eseuri, traducere și prefață de Ognean Stamboliev, Editura Avangardprint, Bulgaria, 2012)

### Volume traduse în limba maghiară
- Mágikus virradat (Răsărit magic), traduceri de Áprily Lajos, Baranyi Ferenc, Franyó Zoltán, Gáldi László, Garai Gábor, Ignácz Rózsa, Jékely Zoltán, Kiss Jenő, Lendvay Éva, Szemlér Ferenc, Takács Tibor, Editura Európa, Budapest, 1965.[15]
- Manole mester (Meșterul Manole), traducere de Markó Béla, Editura Kriterion, Bukarest, 1984.[16]

### Corespondență
- Corespondență, 1989
- Domnița nebănuitelor trepte. Epistolar Lucian Blaga - Domnița Gherghinescu-Vania (1941-1948), 1995
- De amicitia: Lucian Blaga - Ion Breazu (corespondență), 1995
- Corespondență de familie, 2000

### Traduceri
- J. W. Goethe, Faust, 1955
- Din lirica universală, 1957
- Din lirica engleză, 1958

### Ediții de referință
- Opere, ediție îngrijită de Dorli Blaga, vol. I-XII, București, Editura Minerva, 1974-1995
- Opere, ediție critică și studiu introductiv de George Gană, vol. I-V, București, Editura Minerva, 1982-1993

## Premii literare și distincții. Afilieri
- 1935 - Primește Premiul C. Hamagiu al Academiei Române pentru activitatea dramatică și poetică din ultimii ani.
- 1936 - Este ales membru titular al Academiei Române. Este exclus din Academie în 1948 și repus în drepturi în 1990.
- 1949 - Academia Română îi încredințează redactarea a două capitole din Istoria filosofiei românești.

## Aprecieri
- Biblioteca Centrală Universitară din Cluj îi poartă numele: Biblioteca Centrală Universitară „Lucian Blaga” din Cluj Napoca.
- Universitatea din Sibiu îi poartă numele: Universitatea Lucian Blaga din Sibiu.
- În cinstea lui Lucian Blaga, pe Aleea Clasicilor din Chișinău, a fost ridicat un bust din bronz.
- Multe străzi din localități din România: Alba Iulia, Arad, Bistrița, Brașov, București, Râmnicu Vâlcea, Satu Mare, Timișoara au primit numele poetului: strada Lucian Blaga.
- De asemenea numele lui este purtat și de către un liceu de prestigiu din Constanța „Liceul Teoretic Lucian Blaga Constanța”.
- Liceul românesc din Tiraspol (Transnistria) poartă numele „Liceul Teoretic Lucian Blaga Tiraspol”.

### Filatelie
- Serviciile poștale din Republica Moldova au emis, în 1998, o marcă poștală cu portretul lui Lucian Blaga, cu valoarea nominală de 1,80 lei [moldovenești].

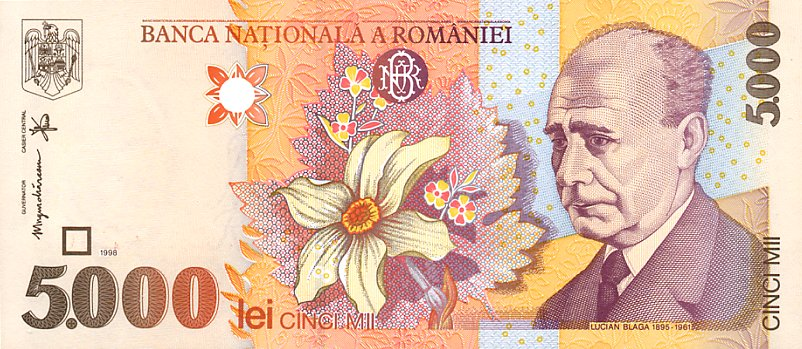
Lucian Blaga pe bancnota de 5000 de lei (bătrânețe), ediția 1998

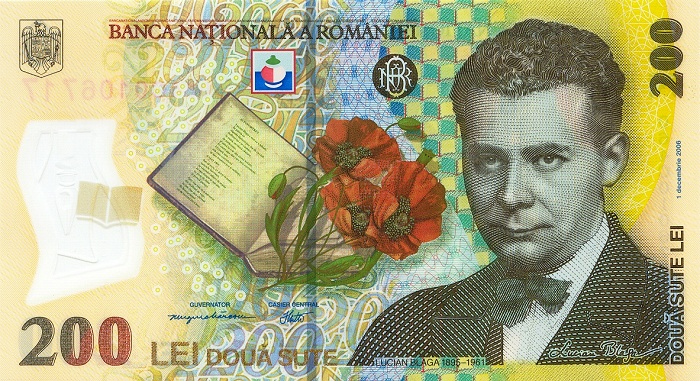
Lucian Blaga pe bancnota de 200 de lei (tinerețe), ediția 2006

### Notafilie
- Banca Națională a României a emis, în 1998, o bancnotă, cu valoarea nominală de 5.000 de lei (ROL), pe aversul căreia a fost reprezentat portretul lui Lucian Blaga, la bătrânețe.
- Portretul lui Lucian Blaga a fost gravat pe aversul bancnotei cu valoare nominală de 200 de lei (RON), emisă de Banca Națională a României, în 2006.